# Hans Nüsslein
Hans Nüsslein (Norimberga, 31 marzo 1910 – Altenkirchen, 28 giugno 1991) è stato un tennista e allenatore di tennis tedesco.

## Carriera
All'età di quindici anni dava lezioni di tennis presso il proprio circolo, la notizia che guadagnava tramite questa attività arrivò alla federazione tedesca che lo bandì ufficialmente da tutte le competizioni amatoriali. Dato che l'intera carriera si è svolta prima dell'Era Open ha potuto partecipare ai soli tornei professionali e di conseguenza non ha mai partecipato a un torneo dello Slam.
Nel Pro Tour ha ottenuto ottimi risultati, ha vinto gli U.S. Pro Tennis Championships nel 1934, il French Pro Championship nel 1937 e 1938, il Wembley Championship sempre nel 1937. Tra i tornei professionali vanta quattro titoli su otto finali raggiunte.
Finita la carriera da giocatore allenò diversi tennisti tra i quali: Wilhelm Bungert, Christian Kuhnke, Dieter Ecklebe e Wolfgang Stuck.
È stato inserito nella Hall of Fame nel 2006.

## Statistiche

### Singolare

#### Vittorie (5)
| Anno | Torneo         | Superficie     | Avversario in finale | Punteggio               |
| ---- | -------------- | -------------- | -------------------- | ----------------------- |
| 1934 | U.S. Pro       | Terra rossa    | Karel Koželuh        | 6–4, 6–2, 1–6, 7–5      |
| 1937 | French Pro     | Terra rossa    | Henri Cochet         | 6–2, 8–6, 6–3           |
| 1937 | Wembley Pro    | Parquet Indoor | Bill Tilden          | 6–3, 3–6, 6–3, 2–6, 6–2 |
| 1938 | French Pro (2) | Terra rossa    | Bill Tilden          | 6–0, 6–1, 6–2           |
| 1938 | Wembley Pro    | Parquet Indoor | Bill Tilden          | 7-5, 3-6, 6-3, 3-6, 6-2 |

#### Sconfitte (4)
| Anno | Torneo          | Superficie     | Avversario in finale | Punteggio           |
| ---- | --------------- | -------------- | -------------------- | ------------------- |
| 1933 | U.S. Pro        | Terra rossa    | Karel Koželuh        | 2–6, 3–6, 5–7       |
| 1934 | Wembley Pro     | Parquet Indoor | Ellsworth Vines      | 6–4, 5–7, 3–6, 6–8  |
| 1935 | French Pro      | Terra rossa    | Ellsworth Vines      | 8–10, 4–6, 6–3, 1–6 |
| 1939 | Wembley Pro (2) | Indoor         | Don Budge            | 11–13, 6–2, 4–6     |